# П'єр Боньє
П'єр Боньє (фр. Pierre Baugniet; 23 липня 1925, Антверпен, Бельгія — 1981, Франція) — бельгійський фігурист виступав у парному фігурному катанні. Із партнеркою Мішлін Ланнуа вони виграли золоту медаль на Олімпіаді 1948 року. Крім того, вони дворазові чемпіони світу (1947 та 1948 рік) та чемпіони Європи 1947 року. Багаторазові чемпіони Бельгії.
Мішлін Ланнуа та П'єр Боньє стали другим (і останнім на сьогодні) бельгійськими спортсменами володарями олімпійських медалей у фігурному катанні. Першим був Роберт ван Зебрук — бронзовий призер Олімпіади 1928 року у чоловічому одиночному катанні.
Після виходу зі спорту жив у Франції; був двічі одружений.